# Косцелецкий, Николай
Николай Косцелецкий (ум. 1510) — государственный деятель Польского королевства, староста быдгощский (1475—1480, 1482—1485), иновроцлавский, мальборкский, тухольский и нешавский (до 1477), староста осекский (с 1504 года) и члухувский (с 1489), воевода бжесць-куявский (1501—1510).

## Биография
Представитель польского шляхетского рода Косцелецких герба «Огоньчик». Старший сын воеводы иновроцлавского Яна Косцелецкого (1415—1475). Младшие братья — подскарбий великий коронный Анджей Косцелецкий (1455—1515) и воевода познанский Станислав Косцелецкий (1460—1534).
От своего отца Николай Косцелецкий унаследовал крупные имения в Куявии. В его руках сосредоточились староста в Королевской Пруссии и Куявии. В 1478 году польский король Казимир Ягеллончик конфисковал имения и лишил многих титулов Николая Косцелецкого, наложив штраф на Мальборк и другие поморские замки. Позднее Николай Косцелецкий смог выкупить часть своего имущества, в том числе староста осецкое и члухувское, а также ряд имений в правление Яна Ольбрахта. В 1501 году получил от короля должность воеводы бжесць-куявского.
В 1510 году Николай Косцелецкий скончался.

## Семья
Был женат на Анне Олесницкой (ум. до 1513), от брака с которой имел двух дочерей:
- Бурнета, жена Анджея Левицкого
- дочь, жена Николая Валевского